# Dariush Mehrjui

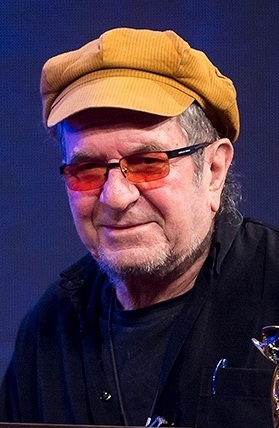
Dariush Mehrjui (2018)

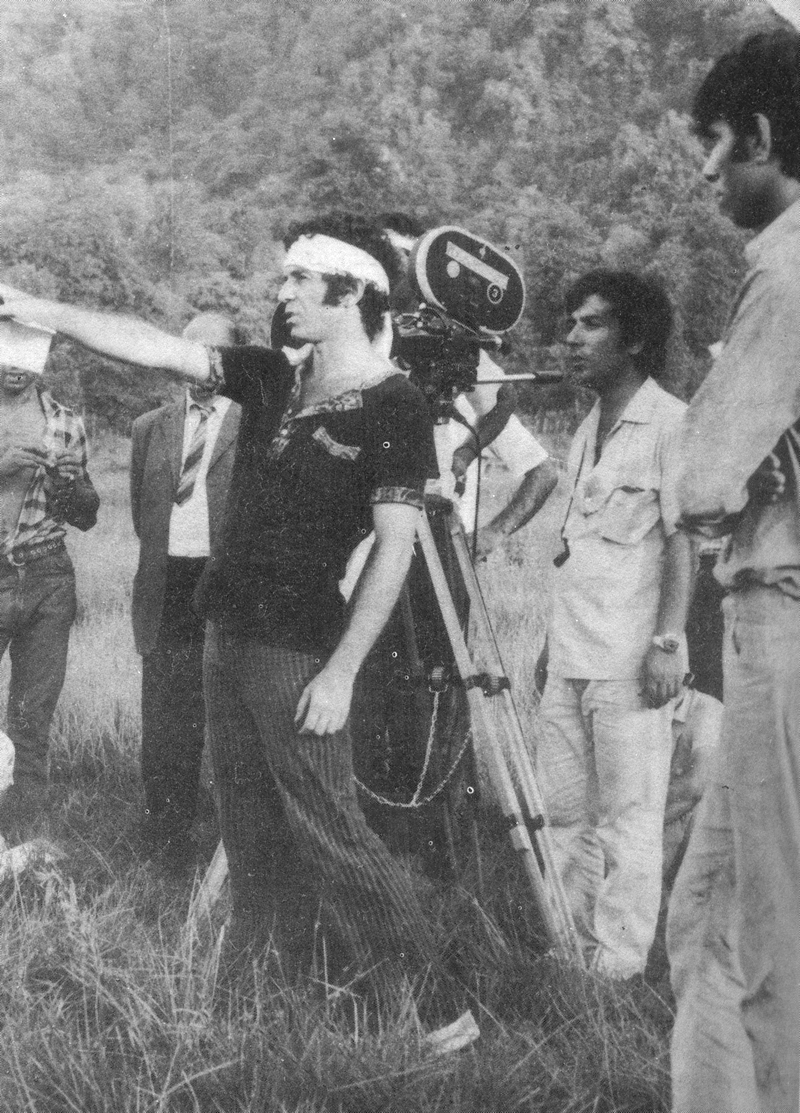
Dariush Mehrjui (1972)

Dariush Mehrjui oder Dariusch Mehrdschui (* 8. Dezember 1939 in Teheran; † 14. Oktober 2023 in Karadsch; persisch داریوش مهرجویی) war ein mehrfach ausgezeichneter iranischer Filmemacher. Er gehörte zu den Pionieren des Neuen Iranischen Films (Mowdsch-e Now), in den er den Neorealismus einführte.

## Leben
Mehrjui wurde als Sohn einer Familie aus dem Mittelstand in Teheran geboren. Als Kind verbrachte er viel Zeit im Kino und lernte Englisch, weil man damals englischsprachige Filme im Original, ohne Synchronisation oder Untertitel – lediglich mit eingeschobenen Texttafeln als Erklärung der Handlung –, zur Verfügung hatte. Nach einer Kindheit und Jugend, in der er künstlerisch gefördert wurde, studierte Mehrjui 1959 Film und Philosophie an der UCLA in Kalifornien. Hier besuchte er unter anderem Kurse bei dem Filmemacher Jean Renoir, der ihn in die Arbeit mit Schauspielern einwies. Nach seinem Abschluss brachte er zunächst eine literarische Zeitschrift heraus, mit der er dem Westen zeitgenössische persische Literatur zugänglich machen wollte. In dieser Zeit begann er, Drehbücher zu schreiben. Mit seinem zweiten Film Die Kuh (Gāv) gelang ihm der nationale und internationale Durchbruch, obwohl der Film im Iran auf Grund seiner realistischen Darstellung der ärmlichen Verhältnisse auf dem Lande zunächst verboten war. Sein Film Dāyereh-ye Mīnā entpuppte sich als sein erfolgreichster ausländischer Film und Ejāreh Neshīn-hā gilt als beste iranische Komödie.
Hāmūn (auch Hamoun) (1990), der einen Intellektuellen porträtiert, dessen Leben auseinanderzufallen droht, gilt als beliebtester iranischer Film, auch wenn er zunächst kontrovers aufgenommen wurde. Er wurde gefolgt von einer Reihe von Frauenfilmen, die mehrfach ausgezeichnet wurden. In Derakht-e Golābī aus dem Jahre 1998 liefert Mehrjui eine Studie des iranischen Bürgertums.
Dariush Mehrjui wurde im Alter von 83 Jahren zusammen mit seiner Frau Wahideh Mohammadifar im Oktober 2023 ermordet. Die Leichen des Ehepaars wurden mit zahlreichen Stichwunden von der gemeinsamen Tochter am 14. Oktober 2023 in ihrer Villa in Teheran gefunden.
Zum Begräbnis kamen am Samstag, 21. Oktober 2023 hunderte Menschen auf der Straße zusammen. Ein politischer Hintergrund des Doppelmordes wird für möglich gehalten, denn der Regisseur hat sich kurz davor verhalten aber doch gegen den Kopftuchzwang ausgesprochen. Der Leiter der iranischen Gilde der Regisseure zählte jene Regisseure auf, die die Arbeitserlaubnis verloren haben, die das Land verlassen haben, die frustriert starben.

## Zitat
“I was very much influenced by the Neorealism in Italy and also the classical films of Eisenstein or even Griffith and some of these films which they categorize as art films […] the first thing that I learned from Neorealism was to just look for the reality of your own […] not the others. Try to be just yourself and try to seek out the reality inherent in your culture, in your society, and the closer you go, the deeper you go into that, the more universal it will be.”

„Ich war sehr stark vom italienischen Neorealismus beeinflusst und ebenfalls von den klassischen Filmen Eisensteins oder sogar Griffiths und einigen dieser Filme, die sie als Kunstfilme einstufen […] das Erste, was ich vom Neorealismus lernte, war zuallererst auf deine eigene Realität zu schauen […] nicht die anderer. Versuch, einfach du selbst zu sein, und versuch, die Realität herauszufinden, die deiner Kultur und deiner Gesellschaft innewohnt, und je näher du herangehst, je tiefer du hineingehst, desto allgemeingültiger wird es sein.“

## Filmographie (Regie)
- 1966: Almās 33
- 1969: Die Kuh (Gāv)
- 1972: Postchi
- 1972: Āghā-ye Hallou
- 1978: Dāyereh minā
- 1986: Hayāt-e Poshti Madrese-ye Adl-e Afagh
- 1983: Voyage au pays De Rimbaud
- 1986: Ejareh Neshīn-hā (englisch The Tenants)
- 1988: Shirak
- 1990: Hāmūn
- 1992: Bānū
- 1993: Sārā
- 1995: Parī
- 1996: Leilā
- 1998: Derakht-e Golābī
- 2000: The Mix
- 2000: Tales of an Island/Dear Cousin Is Lost
- 2002: Bemāni
- 2004: Mehmān-e Māmān
- 2007: Santūrī

## Auszeichnungen (Auswahl)
49 nationale and internationale Auszeichnungen; darunter:
- Goldene Muschel, San Sebastián International Film Festival 1993
- Silber Hugo, Chicago International Film Festival 1998
- Kristall Simorgh (Phoenix), Internationales Fajr-Filmfestival 2004
- Sergei-Paradschanow-Gedenktaler für das Lebenswerk vom Filmfestival „Goldene Aprikose“, Jerewan 2008[8]